# Sunnanå Sportklubb
O  Sunnanå SK  é um clube sueco, conhecido pela sua equipa de futebol feminino, em Skellefteå, na Suécia.

## Títulos
- Campeonato Sueco de Futebol Feminino: 1980, 1982
- Copa da Suécia de Futebol Feminino: 1983